# LG카드
LG카드는 2007년까지 대한민국에 존재했던 신용카드 회사이다. 2006년 사업권이 신한금융그룹으로 넘어가게 되어, 2007년 신한카드와 합병하였다.

## 연혁
- 1986년 3월 '익스프레스크레디트카드' 설립
- 1987년 7월 '코리안익스프레스 신용카드' 인수
- 1988년 3월 '엘지신용카드'로 상호 변경
- 1988년 6월 금성팩토링을 흡수 합병
- 1998년 1월 엘지할부금융을 흡수 합병
- 1999년 1월 'LG캐피탈'로 상호 변경
- 2001년 9월 (주)LG카드로 상호 변경
- 2002년 4월 증권거래소 상장
- 2004년 1월 LG그룹에서 계열 분리
- 2006년 12월 (주)신한금융지주에 매각
- 2007년 10월 '신한카드(주)'에 흡수 합병
- 2007년 10월 증권거래소 상장 폐지

## 같이 보기
- 신한카드